# Volkswagens historia under 1960-talet
Volkswagens historia

1930-talet | 1940-talet | 1950-talet | 1960-talet | 1970-talet | 1980-talet | 1990-talet | 2000-talet | 2010-talet
Volkswagens historia under 1960-talet.

## 1960

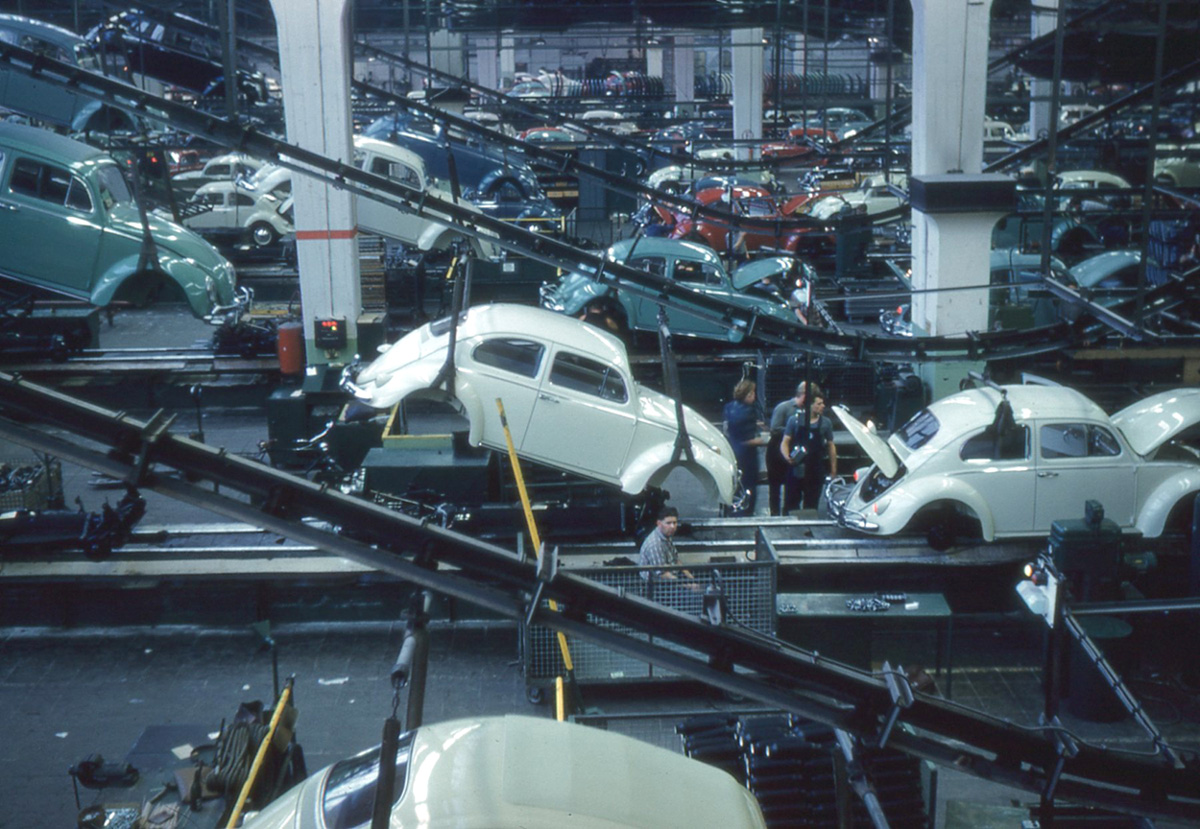
Tillverkning i Wolfsburg 1960.

Med modellår 1961 kom det ut en ny "bubbla", med 34 hk motor och helsynkroniserad växellåda.
Den 15 juni ankom Volkswagen nr 500 000 till USA, detta bara elva år efter att den första bilen sålts i landet. 
Volkswagenwerk GmbH ombildades till aktiebolag den 22 augusti. Det nya bolaget kom att ägas av förbundsrepubliken och delstaten Niedersachsen till 40 %, medan resterande 60 % av aktierna såldes på den öppna marknaden som folkaktier.
Den 11 mars etablerades Volkswagen France, i Paris, som Volkswagendistributör för Frankrike.
| ”                                            | Efter sina yttre mått har Volkswagen rätt god rymlighet, särskilt i framsätet. Bak är takhöjden väl liten för långa personer och knäutrymmet och överhuvudtaget utrymmet för benen blir dåligt, om sätet står i sitt bakersta läge, vilket är nödvändigt med långa personer även där. I sidled är utrymmet bättre bak och 3 personer sitter trångt, men inte allt för obehagligt trångt. För 2 är platsen rikligt tilltagen . Fram är sidutrymmet lite mindre, men fullt tillräckligt för de 2 personer det är avsett för. Bagageutrymmet är tämligen bra, om man har väskor som passar till det. Fram ligger reservhjulet och där får en ganska stor väska plats plus en del småsaker. I utrymmet bakom bakre ryggstödet, måste väskan passa, om det ska kunna utnyttjas till fullo. | „ |
| – Citat från "Stora bilboken 1959" sidan 205 | |   |

Bil nummer 4 000 000 lämnade bandet den 9 november.

## 1961

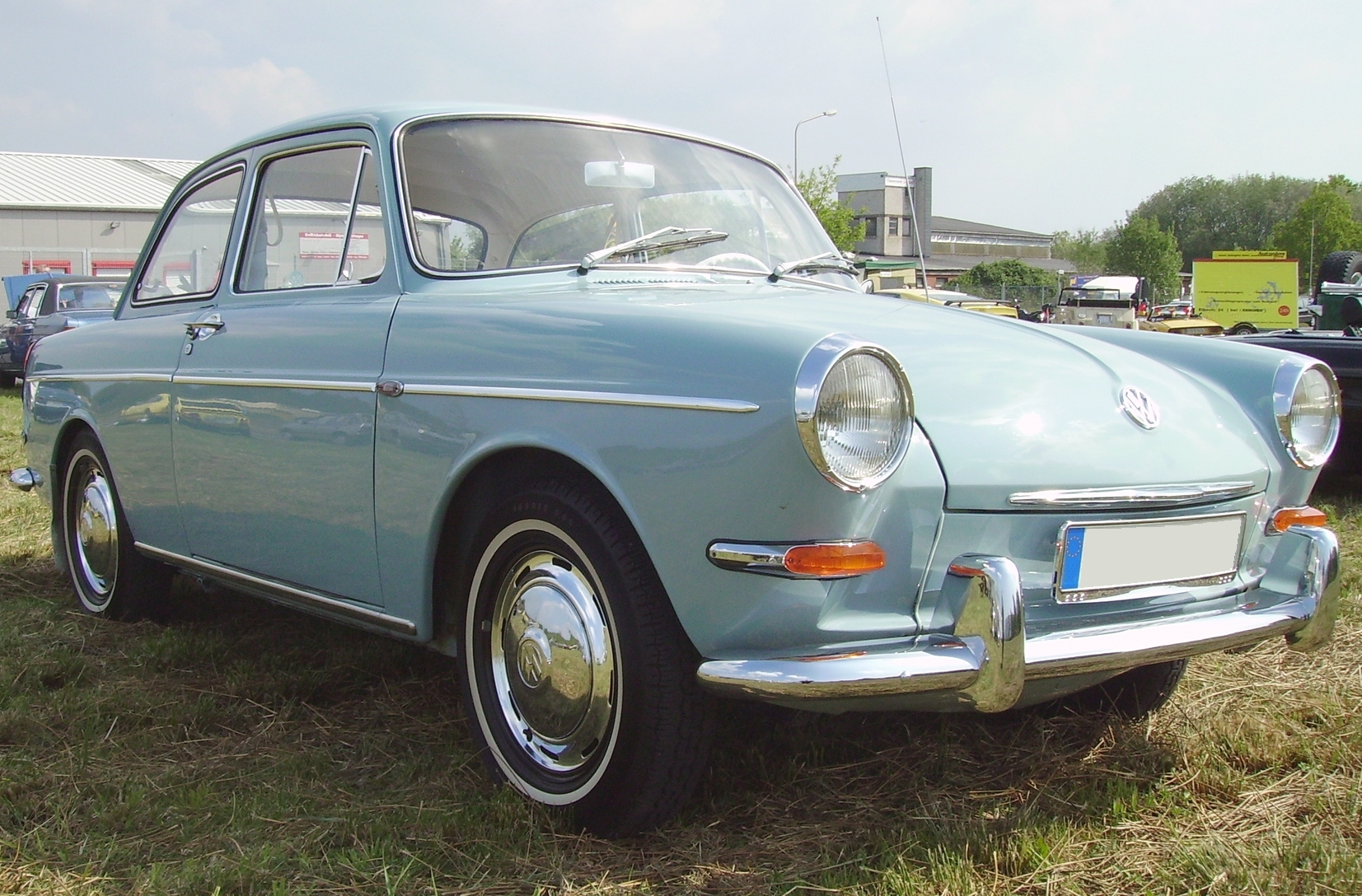
Volkswagen 1500.

Den 1 april presenterades den nya Volkswagen 1500, även kallad Volkswagen Typ 3. Modellbeteckningen var 311. Motorn var på 1,5 liter och gav 45 hk. Den bilen kom ut på marknaden i september, och samtidigt kom den nya Volkswagen Karmann Ghia Coupé, typ 3, modellbeteckning 343.
Den 4 december lämnade Volkswagen nummer 5 000 000 monteringsbandet. För första gången hade koncernen tillverkat över 1 miljon bilar på ett år.
Den process som hade pågått sedan kriget angående KdF-sparandet avslutades den 14 oktober 1961. Att Volkswagenwerk hade nekat berodde enligt dem själva på att sparandet inget var som fabriken hade ingått med spararna, utan KdF-organisationen Deutsche Arbeitsfront, men det blev en slags överenskommelse. De som sparat till exempel 750 riksmark fick en rabatt på 600 DM vid köp av ny bil, eller 100 DM kontant.

## 1962
Volkswagen 1500 Variant, (stationsvagn), kom ut på marknaden den 9 januari.
Motor: 4 cyl. boxer, 1493 ccm, 45 hk, 1 förgasare. Samma hjulavstånd som "Bubblan".
Den 16 januari kom de första italienska gästarbetarna till en egen by i Wolfsburg.
VW Transporter nummer en miljon rullade av fabriksbandet i Hannover.

## 1963
I augusti kom den nya 1500 S med bättre bromsar och ny motor med 54 hk. Dubbla förgasare. Varannan bil som exporterades från Västtyskland var en Volkswagen.

## 1964
15 januari grundades Volkswagen de Mexico, S.A de C.V.  vid Puebla.
1 december produktionsstart i den nya fabriken i Emden. Placeringen där grundades på de utomordentliga möjligheterna för export med båt. Under de närmaste åren hade Volkswagenwerk mer än 80 båtar i drift, och hade därmed världens största charterflotta.
Under året köpte Volkswagen AG 50% av Auto Union GmbH av Daimler-Benz.
"Bubblan" producerades också från och med denna tidpunkt och fram till 1969 i Ingolstadt.

## 1965

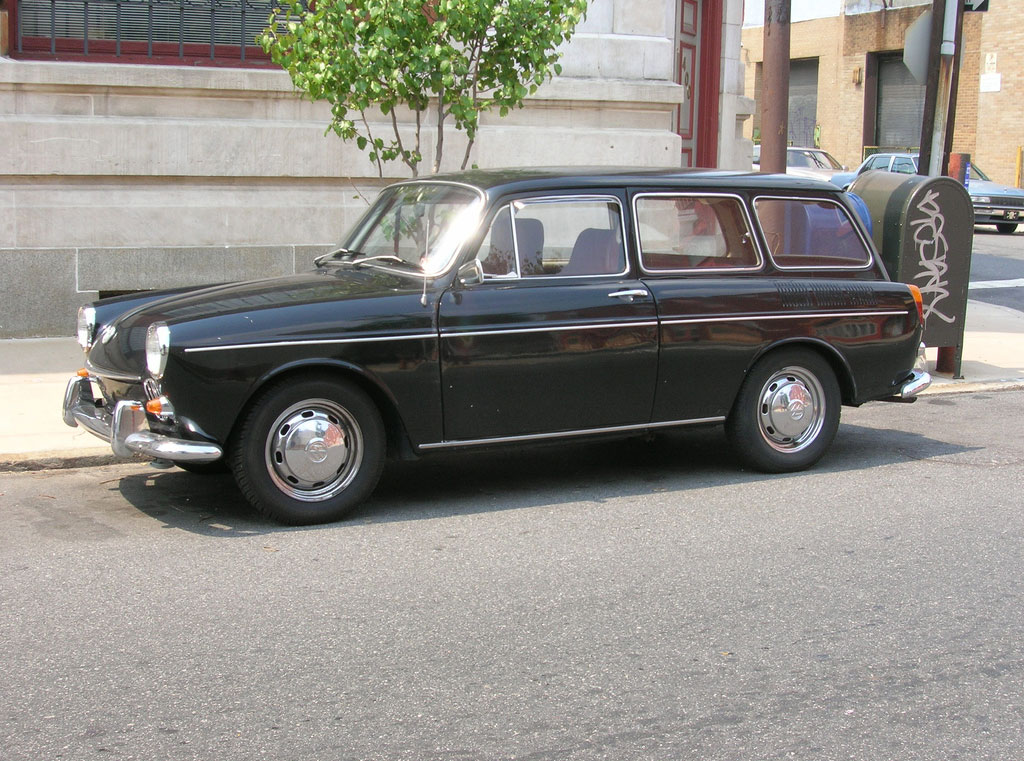
Volkswagen 1600 i kombiversion.

Första visning av en liten transportbil typ 147 (Kleinlieferwagen), ägde rum den 9 mars. Bilen fick ett märkligt namn, Volkswagen Fridolin. Den var en blandning av Typerna  1, 2 och 3 och var en specialbil för det tyska postverket. Europas modernaste klimat- och vindtunnel togs i drift under december månad.
Den 6 augusti visades en ny modell, VW 1600 och VW 1600 TL, TL:en hade fastback och motorerna var på 1,6 liter. Nytt var också att bilarna fått skivbromsar på framhjulen. Den 15 augusti var den 10 000 000:e bilen sedan krigsslutet färdig.
Volkswagenwerk övertog Auto Union GmbH, från Daimler-Benz den 1 maj.
Fabriken i Mexiko hade uppgiften att tillverka ”Bubblor” något modifierade i förhållande till de tyska bilarna. Den höga kvaliteten skulle dock följa de normer, som fabriken hade sedan tidigare.
Årsmodell 1966 av "Bubblan" fick ny motor på 1300 ccm och en effekt på 40 hk. "Inmaten" kom från typ 3, (1500:a motorn), med samma vevaxel men med mindre cylinderdiameter - 77 mm.

## 1966

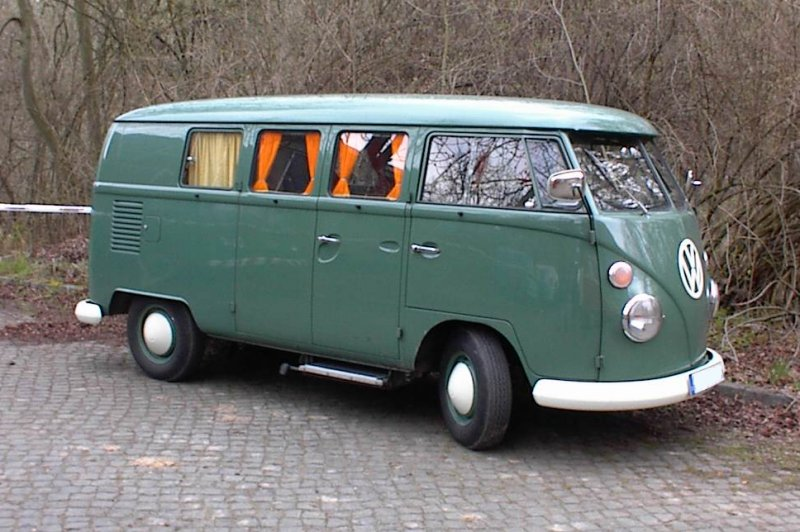
Volkswagen Typ 2 Kombi från 1966

Det sydafrikanska dotterföretaget blev nu till 100 % inkorporerat i Volkswagenwerk, namnet på det nya företaget blev Volkswagen of South Africa Ltd.
Ny "Bubbla", nu med 1500 cm3 motor som levererade 44 hk, skivbromsar fram.
18 oktober grundades Volkswagen Leasing AG.

## 1967
En helt ny Volkswagen Transporter med bland annat hel vindruta presenterades. 
Ett nytt testområde öppnades vid Ehra-Lessien. Där finns bland annat 100 km med olika vägtyper och en autodrom, en höghastighetsbana på 21 km.
40 timmars arbetsvecka infördes.

## 1968

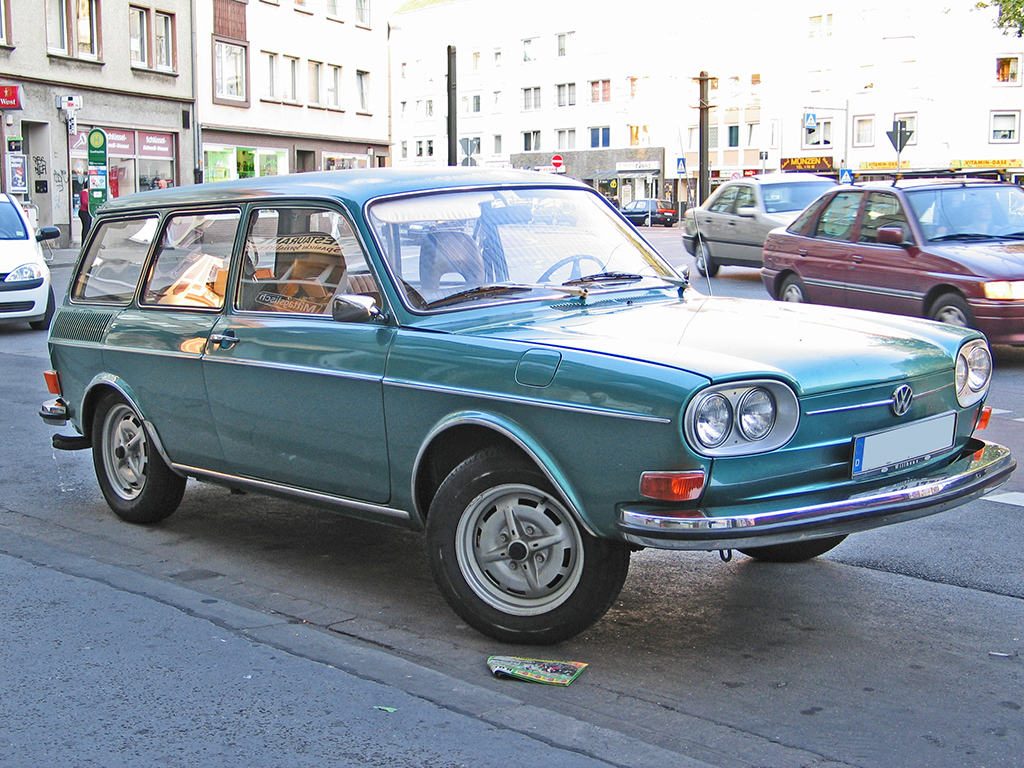
Volkswagen 411.

Helt nytt utseende på "Bubblan", årsmodell 1968, stötfångare med svart rand, lodräta strålkastare, 12 volts elsystem, 2-krets bromssystem och för första gången gick det att tanka utan att öppna fronthuven. Det finns en lucka på högra torpedsidan.
Efter en kort tids sjukdom avled Heinrich Nordhoff den 12 april i en ålder av 69 år.
Ny högsta chef blev Kurt Lotz den 1 maj.
I augusti presenterades en ny bil, Volkswagen 411. VW hade frångått den bottenplatta man hade använt alla år och den nya bilen var försedd med självbärande kaross. Den kunde fås med två eller fyra dörrar. Motorn sitter bak och är luftkyld och har en effekt på 68 hk vid 4500 varv/min.
Ett nytt företag startades den 9 december, med namnet Svenska Volkswagen AB, för att ansvara för import och distribution av Volkswagen-produkter i Sverige, Volkswagenwerk äger 33 % av företaget.  
Bil nummer 15 000 000 körde av monteringsbandet 29 november.
Volkswagen Transporter nummer 2 000 000 rullade ut ur fabriken.

## 1969

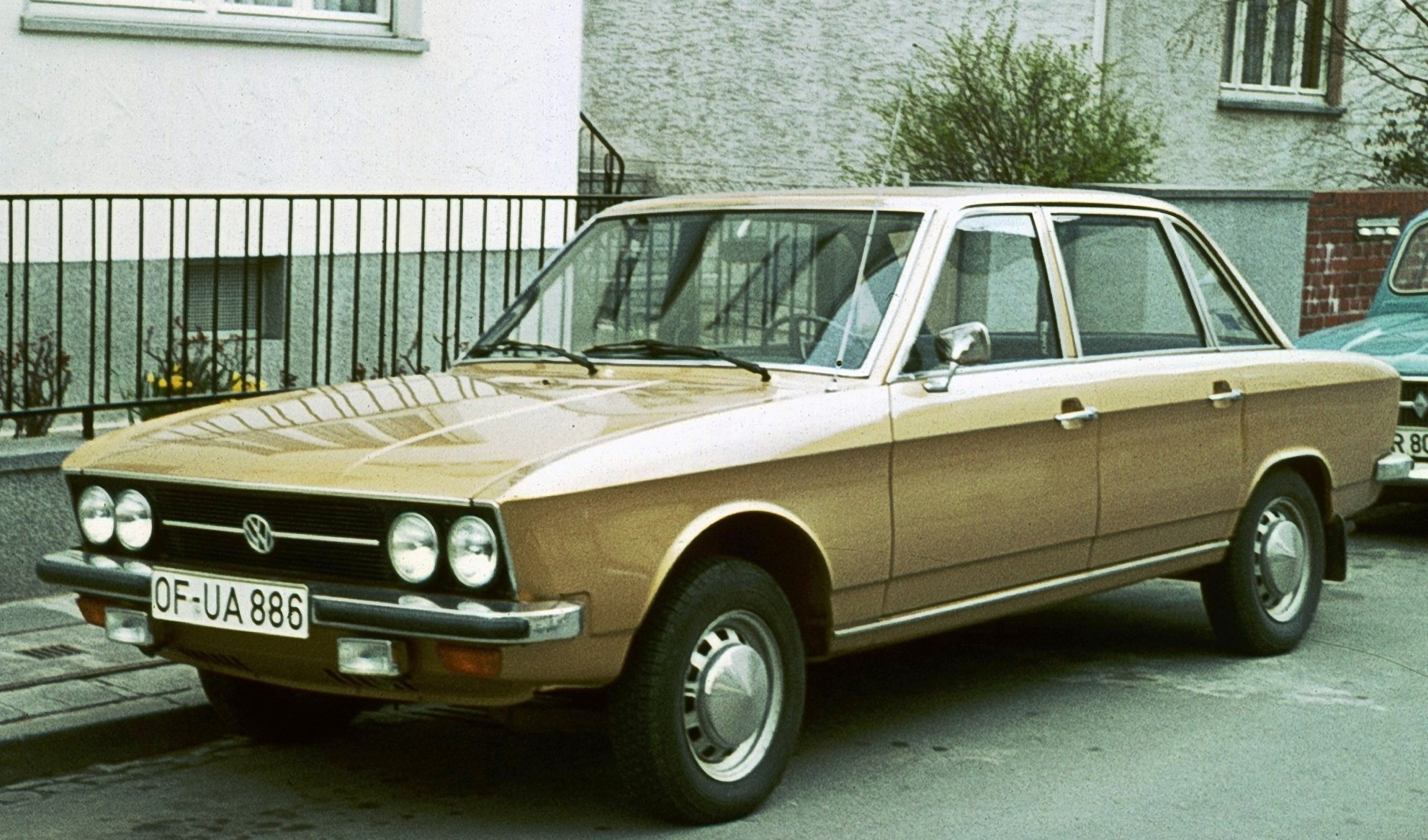
Volkswagen K 70

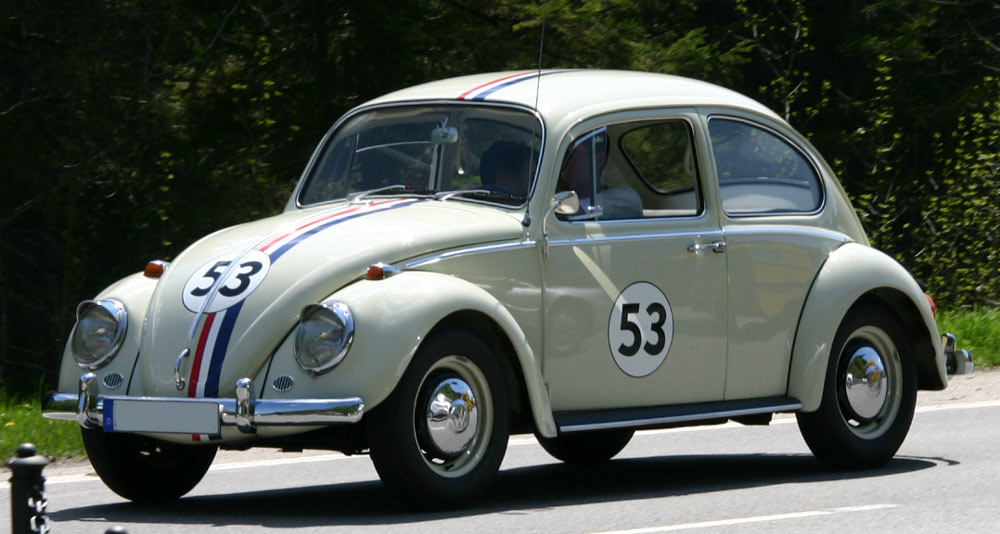
Herbie är världens mest kända Volkswagen Typ 1

21 augusti gick Audi och NSU samman till ett nytt företag med namnet, Audi NSU Auto Union AG. Volkswagenverk AG ägde 59,5 % av det nya företaget. Som en följd av sammanslagningen startade byggandet av en ny fabrik vid Salzgitter för produktion av Volkswagen K 70, tidigare NSU K 70.
En helt ny typ av bil avsedd både för militär och civil användning visades. Volkswagen Typ 181, en bil med den gamla Kübelwagen, typ 82, som förebild. Bilen levererades endast med bakhjulsdrift, som extra utrustning kunde man få differentialspärr. Öppen med 4 sittplatser. Nästan alla karossytor var plana. Bilen såldes under namnet Safari. Motor 1500 ccm, 44 hk. Under sitt 10-åriga liv fick bilen senare en modifierad motor på 1600 ccm och 48 hk. Bilen byggdes till och med 1973 i Tyskland. Senare även i Mexiko och Indonesien och vid produktionens upphörande i slutet av 1970-talet hade cirka 90 000 bilar tillverkats.
Under året tecknades ett samarbetsavtal med Porsche för att tillverka en gemensam sportbil, VW-Porsche 914. Bilen var tänkt som en instegsmodell till Porsche med två olika motortyper, en från Volkswagen 411 med 4 cylindrar och 80 hk, den andra från Porsche med 6 cylindrar och 110 hk. Den senare med namnet 914/6. Björn Waldegård blev 3:a i Monte Carlo-rallyt 1971 med den bilmodellen. Bilen hade motorn bakmonterad, men framför bakaxeln, och man tillverkade också två specialmodeller av bilen med 8-cylindrig motor, 914 S. Den ena bilen gick till Ferry Porsche och den andra till Ferdinand Piëch. VW-Porsche 914/6 producerades fram till 1972. VW-Porsche 914 producerades fram 1975. Efterföljaren Porsche 924 var också ett samarbetsprojekt med en frontmonterad 2 liters motor på 125 hk. Motorn kom ursprungligen från Volkswagen LT. Den marknadsfördes som en "äkta" Porsche även om många komponenter kom från Volkswagen.
I september kom en ansiktslyftning av Typ 3, 1600:an, med bland annat en helt ny front.
Volkswagen 411 fick en motor med större effekt, en insprutningsmotor med 80 hk.
"Beetle" var så populär i USA att man spelade in en film med bilen "Herbie" i huvudrollen, filmen från Walt Disney Productions hette "The Love Bug". 
Volkswagens historia

1930-talet | 1940-talet | 1950-talet | 1960-talet | 1970-talet | 1980-talet | 1990-talet | 2000-talet | 2010-talet